# Joseph Barker (Politiker, 1751)
Joseph Barker (* 19. Oktober 1751 in Branford, Colony of Connecticut; † 5. Juli 1815 in Middleboro, Massachusetts) war ein US-amerikanischer Politiker. Zwischen 1805 und 1809 vertrat er den Bundesstaat Massachusetts im US-Repräsentantenhaus.

## Werdegang
Joseph Barker besuchte die öffentlichen Schulen seiner Heimat und danach für zwei Jahre das Harvard College. Anschließend studierte er bis 1771 am Yale College. Nach einem Theologiestudium und seiner 1775 erfolgten Ordination zum Geistlichen begann er in Middleboro für die dortige First Congregational Church zu predigen. Politisch wurde er Mitglied der Ende der 1790er Jahre von Thomas Jefferson gegründeten Demokratisch-Republikanischen Partei.
Bei den Kongresswahlen des Jahres 1804 wurde Barker im siebten Wahlbezirk von Massachusetts in das US-Repräsentantenhaus in Washington, D.C. gewählt, wo er am 4. März 1805 die Nachfolge von Nahum Mitchell antrat. Nach einer Wiederwahl konnte er bis zum 3. März 1809 zwei Legislaturperioden im Kongress absolvieren. Im Jahr 1808 verzichtete er auf eine weitere Kandidatur. In den Jahren 1812 und 1813 saß Joseph Barker als Abgeordneter im Repräsentantenhaus von Massachusetts. Ansonsten war er weiterhin in Middleboro als Geistlicher tätig. Dort starb er dann auch am 5. Juli 1815.